# Nettleton (Mississippi)
Nettleton è una città (city) degli Stati Uniti d'America, situata nelle contee di Monroe e di Lee, nello Stato del Mississippi.